# 误差棒

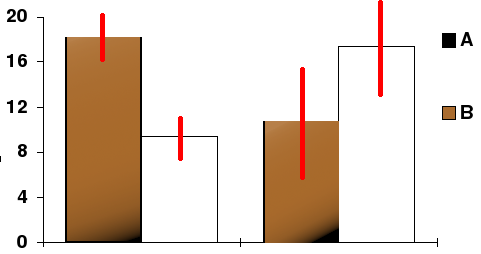
误差棒一例（图中的垂直红色线条）

误差棒（英語：error bar），也称误差线、误差条等，是一种在统计图表中表示误差的线段。误差棒越长，代表该项数据误差越大，反之亦然。误差棒的长度一般等同于该项数据的标准差或标准误。
一个对误差棒的常见误解是两项数据之间误差棒互不覆盖同一区间即代表这两项数据之间存在显著的统计学差异。但其实不然。两项数据的误差线是否覆盖同一区间不能用作判断两项数据之间是否存在显著性差异的方法。